# DaMarcus Beasley
Pour les articles homonymes, voir Beasley.
DaMarcus Lamont Beasley est un joueur international américain de soccer né le 24 mai 1982 à Fort Wayne dans l'Indiana. Il évolue aussi bien au poste d'arrière latéral gauche qu'à celui d'ailier gauche, utilisant sa vivacité pour déstabiliser les défenses.

## Biographie
Beasley a été formé à l'IMG Soccer Academy, avant de participer au Mondial des moins de 17 ans de 1999 qui se déroulait en Nouvelle-Zélande.
Les États-Unis parviennent en demi-finale et Beasley fut élu deuxième meilleur joueur du tournoi derrière son compatriote Landon Donovan. Le club de Los Angeles Galaxy le fait signer dans la foulée mais il reste cantonné au banc de touche et préfère partir pour Chicago Fire la saison suivante. En quatre saisons à Chicago, il inscrit 14 buts et donne 20 passes décisives. Beasley figure également dans le onze idéal de la Major League Soccer pour l'année 2003. Beasley était une des principales attractions du Championnat des États-Unis avant qu'il soit transféré au PSV Eindhoven en 2004. Étant barré par Patrick Kluivert au PSV, il est prêté une saison à Manchester City le 31 août 2006.
Beasley est parallèlement titulaire avec l'équipe des États-Unis avec laquelle il a débuté le 27 janvier 2001 contre la Chine et a ainsi disputé la Coupe du monde de 2002.
Lors de l'édition 2006 de la compétition, il joue les trois matchs de poule : auteur d'un match absolument catastrophique le 13 juin contre les Tchèques, il se rattrape en réalisant une bien meilleure prestation contre l'Italie où il marque même un but refusé pour un hors-jeu de position de son attaquant Brian McBride qui aurait donné la victoire aux Américains sur les futurs champions du monde italiens. Il réalise également une passe décisive lors du troisième match de poule contre le Ghana pour Clint Dempsey auteur du seul but de la campagne US 2006 (le but contre l'Italie étant un but contre son camp).
Après une saison en prêt, à Manchester City (Premier League) et ayant marqué 3 buts en 18 apparitions pour les Citizens, DaMarcus retourne aux Pays-Bas, à Eindhoven. Mais DaMarcus décide de quitter son club du PSV Eindhoven pour rejoindre le club écossais des Glasgow Rangers. À noter que DaMarcus est le deuxième international américain de renom à rejoindre les Glasgow Rangers après Claudio Reyna (ex capitaine de la sélection nationale américaine), il y a quelques années. Les deux joueurs se sont côtoyés cinq années en sélection nationale avec, comme point d'orgue, la Coupe du monde 2006 en Allemagne.
En fin de contrat aux Glasgow Rangers, Beasley signe un contrat de deux ans avec les Allemands du Hanovre 96. Le 13 mai 2011, son agent annonce que DaMarcus fera son retour dans un club de la MLS en juillet. Il s'engage finalement pour le CF Puebla, un club mexicain de Primera División, où il rejoindra l'Espagnol Luis García. Annonçant son envie de rentrer au pays au début du mois de juillet 2014, il arrive au Dynamo de Houston le 23 juillet en tant que joueur désigné.
Après une carrière décorée où il est champion à travers quatre pays différents et remporte à trois reprises la Gold Cup, il met fin à sa carrière sportive le 7 octobre après une ultime rencontre avec Houston contre le LA Galaxy la veille,.

## Palmarès

### Clubs
- Avec le  Fire de Chicago :
  - Vainqueur de la Coupe MLS en 2003.
  - Vainqueur de la Coupe des États-Unis en 2000 et 2003.
- Avec le  PSV Eindhoven :
  - Vainqueur du Championnat des Pays-Bas en 2005 et 2006.
  - Vainqueur de la Coupe des Pays-Bas en 2005.
- Avec les  Glasgow Rangers
  - Vainqueur du Championnat d'Écosse en 2009 et 2010.
  - Vainqueur de la Coupe d'Écosse en 2008 et 2009.
  - Vainqueur de la Coupe de la Ligue d'Écosse en 2010.
- Avec le  Dynamo de Houston :
  - Vainqueur de la Coupe des États-Unis en 2018.

### Sélection
- États-Unis
  - Vainqueur de la Gold Cup en 2002, 2005, 2007 et 2013.
  - Meilleur buteur de la Gold Cup en 2005.
  - 2e meilleur joueur de la Coupe du monde des moins de 17 ans en 1999.